# Feargus Edward O’Connor
Feargus Edward O’Connor (ur. 1794, zm. 1855) – brytyjski polityk irlandzkiego pochodzenia, z zawodu adwokat. Przywódca radykalnego skrzydła czartystów, tzw. „siły fizycznej”. Opowiadał się za walką zbrojną robotników, nie był jednak zawsze konsekwentny i zalecał jednocześnie działalność petycyjną i pokojowe demonstracje. Początkowo działał w Irlandii wraz z Danielem O’Connelem. Został wybrany do parlamentu w 1832 roku, a następnie w 1835 – ten drugi wybór jednak unieważniono. W 1838 założył Wielki Związek Północny, a od 1837 roku wydawał „Gwiazdę Północna” – „The Northern Star”.